# ヒュンダイ・アルファエンジン

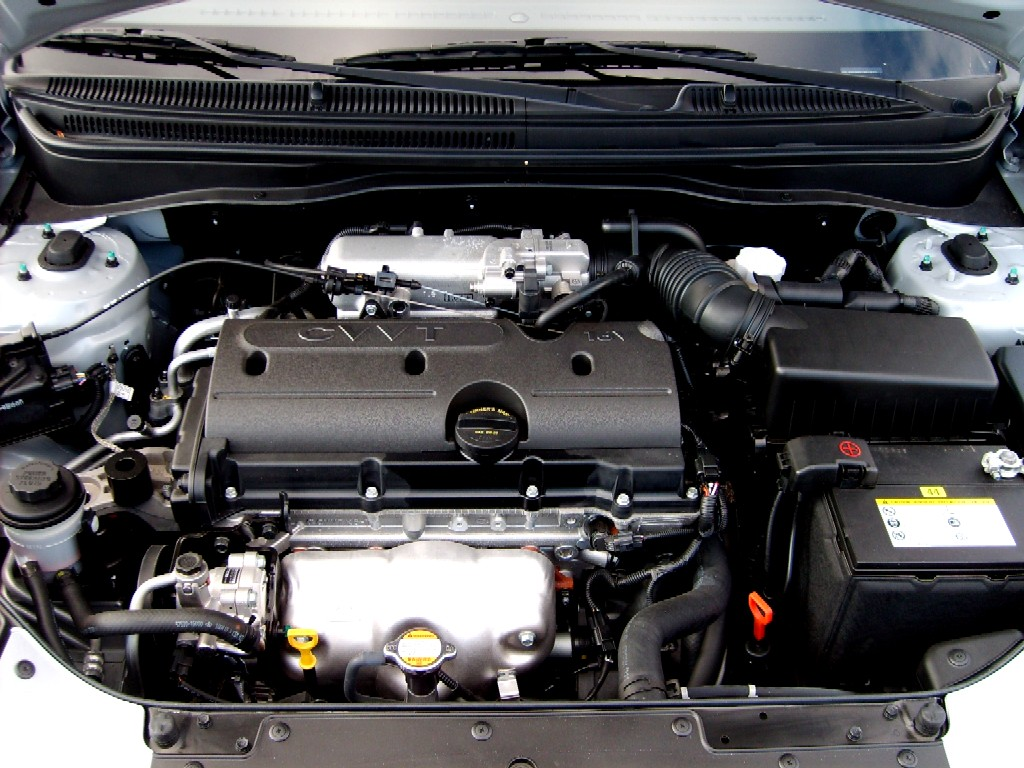
2011 キア・アルファ2 1.6L

ヒュンダイ・アルファエンジン (ギリシア語: α、ギリシア語ラテン翻字: Alpha)は、現代自動車と英リカルド社が協力し開発し生産していた水冷直列4気筒ガソリンエンジン。
1991年ヒュンダイ・スクープのエンジンとしてデビューした以来、初代と2代目のヒュンダイ・アクセントやヒュンダイ・エラントラなどに採用されてオリ、日本正規輸入車両ではTBに搭載されていた。さらに燃料噴射装置を変えて可変バルブ機構を装備したアルファ2エンジンが2005年デビュー、2代目キア・リオなどに2011年まで搭載されていた。
後継はガンマエンジン。

## 諸性能

### G4EK
| シリンダー配置 | 直列4気筒SOHC12バルブ            |
| 排気量         | 1,495 cc                         |
| ボア           | 75.5 mm                          |
| ストローク     | 83.5 mm                          |
| 圧縮比         | 10.0：1                          |
| 燃料噴射装置   | キャブレター                     |
| 最高出力       | 69 kW（92 PS）/ 5,500 rpm        |
| 最高トルク     | 132 N·m（13.5 kgf·m）/ 4,000 rpm |

### G4ED (アルファ2)
| シリンダー配置 | 直列4気筒DOHC16バルブ            |
| 排気量         | 1,599 cc                         |
| ボア           | 76.5 mm                          |
| ストローク     | 87 mm                            |
| 圧縮比         | 10.0：1                          |
| 燃料噴射装置   | MPI                              |
| 最高出力       | 82 kW（110 PS）/ 5,800 rpm       |
| 最高トルク     | 144 N·m（14.7 kgf·m）/ 3,000 rpm |